# Olympische Sommerspiele 2016/Schießen – Trap (Frauen)
Der Wettkampf im Skeet der Frauen bei den Olympischen Spielen 2016 in Rio de Janeiro fand am 7. August 2016 im Centro Nacional de Tiro statt. Catherine Skinner aus Australien wurde neue Olympiasiegerin. Silber gewann die Neuseeländerin Natalie Rooney vor Corey Cogdell aus den Vereinigten Staaten.
Der Wettbewerb ging über drei Runden. Zunächst eine Qualifikationsphase, bei der jede Schützin 3 Sätze à 25 Schuss abzugeben hatte. Die sechs Schützinnen mit den meisten Treffern rückten in das Halbfinale vor. Bei Gleichstand entschied ein Shoot-off. Im Halbfinale und auch in der anschließenden Finalrunde wurde lediglich eine Serie mit 15 Schuss geschossen. Die ersten beiden des Halbfinales bestimmten im direkten Duell Gold- und Silbermedaillengewinner. In einem Schießen zwischen der dritten und vierten des Halbfinales wurde die Bronzemedaille vergeben. Auch im Halbfinale und in der Finalrunde entschied ein Shoot-off bei Gleichstand zwischen zwei oder mehreren Athletinnen.

## Rekorde

### Bestehende Rekorde
| Qualifikationsrekorde | Qualifikationsrekorde       | Qualifikationsrekorde | Qualifikationsrekorde                           | Qualifikationsrekorde       |
| --------------------- | --------------------------- | --------------------- | ----------------------------------------------- | --------------------------- |
| Weltrekord            | Jessica Rossi Corey Cogdell | 75                    | London, Vereinigtes Königreich Granada, Spanien | 4. August 2012 5. Juli 2013 |
| Olympischer Rekord    | Jessica Rossi               | 75                    | London, Vereinigtes Königreich                  | 4. August 2012              |

## Ergebnisse

### Qualifikation
| Rang | Athletin            | Nation             | 1  | 2  | 3  | Gesamt | Stechen | Anmerkungen |
| ---- | ------------------- | ------------------ | -- | -- | -- | ------ | ------- | ----------- |
| 1    | Laetisha Scanlan    | Australien         | 22 | 25 | 23 | 70     |         | Q           |
| 2    | Jessica Rossi       | Italien            | 24 | 21 | 24 | 69     |         | Q           |
| 3    | Fátima Gálvez       | Spanien            | 24 | 22 | 23 | 69     |         | Q           |
| 4    | Natalie Rooney      | Neuseeland         | 24 | 23 | 21 | 68     |         | Q           |
| 5    | Corey Cogdell       | Vereinigte Staaten | 22 | 23 | 22 | 68     |         | Q           |
| 6    | Catherine Skinner   | Australien         | 22 | 21 | 24 | 67     | 2       | Q           |
| 7    | Cynthia Meyer       | Kanada             | 21 | 23 | 23 | 67     | 1       |             |
| 8    | Marija Dmitrijenko  | Kasachstan         | 24 | 20 | 22 | 66     |         |             |
| 9    | Gaby Ahrens         | Namibia            | 23 | 22 | 21 | 66     |         |             |
| 10   | Satu Mäkelä-Nummela | Finnland           | 22 | 24 | 20 | 66     |         |             |
| 11   | Jekaterina Rabaja   | Russland           | 22 | 20 | 23 | 65     |         |             |
| 12   | Pak Yong-hui        | Nordkorea          | 23 | 20 | 22 | 65     |         |             |
| 13   | Arianna Perilli     | San Marino         | 21 | 23 | 21 | 65     |         |             |
| 14   | Ray Bassil          | Libanon            | 23 | 22 | 20 | 65     |         |             |
| 15   | Chen Fang           | China              | 23 | 21 | 20 | 64     |         |             |
| 16   | Alessandra Perilli  | San Marino         | 22 | 22 | 19 | 63     |         |             |
| 17   | Lin Yi-chun         | Chinesisch Taipeh  | 22 | 20 | 20 | 62     |         |             |
| 18   | Tatjana Barsuk      | Russland           | 21 | 22 | 19 | 62     |         |             |
| 19   | Jana Beckmann       | Deutschland        | 20 | 20 | 21 | 61     |         |             |
| 20   | Yukie Nakayama      | Japan              | 19 | 22 | 20 | 61     |         |             |
| 21   | Janice Teixeira     | Brasilien          | 22 | 21 | 17 | 60     |         |             |

### Halbfinale
| Platz | Athletin          | Nation             | Gesamt | Stechen | Nächste Runde |
| ----- | ----------------- | ------------------ | ------ | ------- | ------------- |
| 1     | Catherine Skinner | Australien         | 14     |         | Finale        |
| 2     | Natalie Rooney    | Neuseeland         | 13     | 1       | Finale        |
| 3     | Corey Cogdell     | Vereinigte Staaten | 13     | 0       | Platz 3       |
| 4     | Fátima Gálvez     | Spanien            | 12     |         | Platz 3       |
| 5     | Laetisha Scanlan  | Australien         | 10     |         | ausgeschieden |
| 6     | Jessica Rossi     | Italien            | 10     |         | ausgeschieden |

### Platz 3
| Platz | Athletin      | Nation             | Gesamt | Stechen |
| ----- | ------------- | ------------------ | ------ | ------- |
| 3     | Corey Cogdell | Vereinigte Staaten | 13     | 1       |
| 4     | Fátima Gálvez | Spanien            | 13     | 0       |

### Finale
| Platz | Athletin          | Nation     | Gesamt | Stechen |
| ----- | ----------------- | ---------- | ------ | ------- |
| 1     | Catherine Skinner | Australien | 12     |         |
| 2     | Natalie Rooney    | Neuseeland | 11     |         |